# Catorce
Catorce är en kommun i Mexiko.   Den ligger i delstaten San Luis Potosí, i den centrala delen av landet, 500 km norr om huvudstaden Mexico City.
Följande samhällen finns i Catorce:
- Real de Catorce
- Estación Wadley
- El Mastranto
- Santa Cruz de Carretas
- Potrerillos
- Santa Cruz del Mogote
- Tanque de Arenas
- Real de Maroma
- El Salto